# Station Bartoszyce
Station Bartoszyce was een spoorwegstation in de Poolse plaats Bartoszyce. Het station lag aan de in 1866 geopende spoorlijn van de Ostpreußische Südbahn van Koningsbergen (sinds 1946 Kaliningrad) naar Lyck (nu Ełk) en verder naar Białystok en Brest-Litovsk. 
In 1911 werd een lijn naar Wehlau (thans Znamensk in de oblast Kaliningrad) geopend. Vijf jaar later kwam de spoorlijn naar Heilsberg (nu: Lidzbark Warmiński) en Schlobitten (Słobity) gereed. 
Na 1945 werd Bartoszyce een Poolse stad nabij de grens met de Sovjet-Unie. De verbinding met Znamensk (Wehlau) werd opgebroken. Naar Kaliningrad vond tot 2001 alleen nog goederenvervoer plaats. Tot 1991 reden er nog treinen naar Lidzbark Warmiński en in 2002 werd het verkeer op het laatste traject, van Bartoszyce naar Korsze beëindigd.